# Марсаль (Тарн)
Марса́ль (фр. Marsal) — колишній муніципалітет у Франції, у регіоні Окситанія, департамент Тарн. Населення — 277 осіб (2011).
Муніципалітет був розташований на відстані близько 550 км на південь від Парижа, 80 км на північний схід від Тулузи, 12 км на схід від Альбі.

## Історія
До 2015 року муніципалітет перебував у складі регіону Південь-Піренеї. Від 1 січня 2016 року належав до нового об'єднаного регіону Окситанія.
1 січня 2016 року Марсаль і Бельгард було об'єднано в новий муніципалітет Бельгард-Марсаль.

## Демографія
Динаміка населення (INSEE ):
Розподіл населення за віком та статтю (2006):
| Стать | Всього | До 15 років | 15-24 | 25-44 | 45-64 | 65-85 | Понад 85 |
| --- | ------ | ----------- | ----- | ----- | ----- | ----- | -------- |
| Чоловіки | 120    | 24          | 8     | 36    | 32    | 20    | 0        |
| Жінки | 128    | 32          | 8     | 44    | 28    | 16    | 0        |
| \| Статево-вікова піраміда \| Статево-вікова піраміда \| Статево-вікова піраміда \| \| ----------------------- \| ----------------------- \| ----------------------- \| \| Чоловіки \| Вік \| Жінки \| \| 0 \| 85 + \| 0 \| \| 4 \| 80-84 \| 0 \| \| 4 \| 75-79 \| 4 \| \| 12 \| 70-74 \| 12 \| \| 0 \| 65-69 \| 0 \| \| 16 \| 60-64 \| 8 \| \| 8 \| 55-59 \| 16 \| \| 0 \| 50-54 \| 0 \| \| 8 \| 45-49 \| 4 \| \| 12 \| 40-44 \| 16 \| \| 0 \| 35-39 \| 12 \| \| 16 \| 30-34 \| 8 \| \| 8 \| 25-29 \| 8 \| \| 0 \| 20-24 \| 4 \| \| 8 \| 15-20 \| 4 \| \| 4 \| 10-14 \| 16 \| \| 0 \| 5-9 \| 8 \| \| 20 \| 0-4 \| 8 \| |        |             |       |       |       |       |          |
| Статево-вікова піраміда |        |             |       |       |       |       |          |
| Чоловіки | Вік    | Жінки       |       |       |       |       |          |
| 0 | 85 +   | 0           |       |       |       |       |          |
| 4 | 80-84  | 0           |       |       |       |       |          |
| 4 | 75-79  | 4           |       |       |       |       |          |
| 12 | 70-74  | 12          |       |       |       |       |          |
| 0 | 65-69  | 0           |       |       |       |       |          |
| 16 | 60-64  | 8           |       |       |       |       |          |
| 8 | 55-59  | 16          |       |       |       |       |          |
| 0 | 50-54  | 0           |       |       |       |       |          |
| 8 | 45-49  | 4           |       |       |       |       |          |
| 12 | 40-44  | 16          |       |       |       |       |          |
| 0 | 35-39  | 12          |       |       |       |       |          |
| 16 | 30-34  | 8           |       |       |       |       |          |
| 8 | 25-29  | 8           |       |       |       |       |          |
| 0 | 20-24  | 4           |       |       |       |       |          |
| 8 | 15-20  | 4           |       |       |       |       |          |
| 4 | 10-14  | 16          |       |       |       |       |          |
| 0 | 5-9    | 8           |       |       |       |       |          |
| 20 | 0-4    | 8           |       |       |       |       |          |

## Економіка
У 2007 році серед 179 осіб у працездатному віці (15-64 років) 132 були активні, 47 — неактивні (показник активності 73,7%, у 1999 році було 70,5%). З 132 активних працювало 114 осіб (64 чоловіки та 50 жінок), безробітних було 18 (4 чоловіки та 14 жінок). Серед 47 неактивних 9 осіб було учнями чи студентами, 19 — пенсіонерами, 19 були неактивними з інших причин.
У 2010 році в муніципалітеті числилось 118 оподаткованих домогосподарств, у яких проживали 290,0 особи, медіана доходів виносила 17 728 євро на одного особоспоживача